# Marianne Brull
Marianne Brull (Suïssa, 1935 - Barcelona, 8 de març de 2023) va ser una activista cultural d'origen suís establerta a Catalunya.
Marianne Brull va néixer a Suïssa el 1935, i va esdevenir una de les figures més importants de l'editorial Ruedo Ibérico, gestionada per refugiats polítics antifranquistes. Des de París publicà a aquesta editorial llibres que estaven censurats pel franquisme a Espanya. L'editorial va ser fundada el 1961, i fou dirigida per José Martínez Guerricabeitia, que era l'espòs de Marianne Brull.
Brull no va entrar a l'editorial fins anys més tard, el 1970, i es mantingué en aquesta fins al 1982, arribant a treballar en diverses funcions dins de l'editorial. Finalitzat del franquisme, Marianne Brull traslladà la seva residència al barri del Poble-sec de Barcelona, on va viure fins a la seva mort, el 2023.